# Schloss Nymphenburg
Schloss Nymphenburg er et barokslot i München. Det regnes som et af de smukkeste slotte i verden.
Slottet blev oprindelig opført i italiensk landhusstil i 1674 af kurfyrst Ferdinand Maria af Bayern som gave til hans hustru Adelheid, efter deres søn Maximilian 2. Emanuels fødsel.
Slottet blev i tidens løb stadig udvidet og ombygget. Det var længe sommerresidens for Wittelsbach-herskerne, og Nymphenburgs slotspark er ligeså berømt som selve slottet.
I dag er slottet i statslig eje og omfatter tre museer: Marstallmuseum, Porzellanmuseum og et naturmuseum.

## Eksterne links
- Wikimedia Commons har flere filer relateret til Schloss Nymphenburg
- Bayerische Verwaltung für staatliche Schlösser, Gärten und Seen

48°09′29″N 11°30′13″Ø / 48.15806°N 11.50361°Ø